# شونک (پنسیلوانیا)
شونک (به انگلیسی: Schoeneck) یک منطقهٔ مسکونی در ایالات متحده آمریکا است که در شهرستان لنکستر، پنسیلوانیا واقع شده‌است. شونک ۱٬۰۵۶ نفر جمعیت دارد.